# Dyle
El río Dyle (pronunciado [dil] en francés; en valón Thîle y en neerlandés Dijle) es un afluente del río Rupel. Nace en Houtain-le-Val, un municipio de la Provincia del Brabante Valón en Bélgica. Al confluir con el Senne y el Nete forma el Rupel, un afluente del río Escalda.
Las principales ciudades regadas por este río son: Ottignies-Louvain-la-Neuve, Wavre, Lovaina y Malinas.
Desde 1752 existe un canal navegable, el Leuvense vaart, paralelo al río desde Lovaina hasta el Rupel. Las aguas desviadas para llenar el canal y alimentar sus esclusas han hecho que el río parezaca más pequeño que su afluente, el Demer.

## Afluentes
- El Dèmer
- El Voer
- El Thyle
- El Train
- El Nethen
- El Laan
- El IJse.